# Peace & Smile Carnival Tour 2009 at Nippon Budokan
El Peace & Smile Carnival Tour 2009 at Nippon Budokan (PS Company 10周年記念公演?) fue un evento hecho por PS Company por su celebración de los 10 años de su inauguración. En este evento participaron: SuG, SCREW, Kagrra, Kra, A9, the GazettE y Miyavi.Este evento fue realizado el 3 de enero del 2009 y realizado en el Nippon Budōkan

## Tracklist
- LOVE SCREAM PARTY - SuG
- VEGAS- SCREW
- Kotodama- Kagrra,
- Sai- Kagrra,
- Utakata- Kagrra,
- artman- Kra
- Mutaku to Mutaku to- Kra
- Amaoto wa chopin no shirabe- Kra
- Buriki no hata- Kra
- Velvet- A9
- Rainbows- A9
- Blue Planet- A9
- Filth in the Beauty- the GazettE
- LEECH- the GazettE
- Discharge- the GazettE
- Aishiteru Kara Hajimeyou- Miyavi
- Kabuki Danshi -Kavki Boiz- - Miyavi
- Sakihokoru Hana no You Ni -Neo Visualizm- - Miyavi
- As U R -Kimi wa Kimi no Mama de- - Miyavi

- Datos: Q6067831